# 오정빈묘역
오정빈묘역(吳廷賓墓域)은 제주특별자치도 서귀포시 서흥동 125번지에 있는 무덤이다. 2018년 4월 25일 제주특별자치도의 향토유산 제23호로 지정되었다.

## 지정사유
오정빈(吳廷賓 , 1663 ~ 1711년)은 서귀포시 영천동 토평리 태생으로, 군위 오씨 입도시조 통정대부행나주영장휘석현공의 8세로서, 1675년(숙종 원년) 대정현 예래동 이 애길의 집에서 유배생활하던 신명규(申命圭)로부터 5년 동안 경서와 사서를 터득하고, 유배가 풀린 신명규가 한양으로 돌아가게 되자, 18세때 그의 아들 신임과 함께 한양으로 유학을 떠난다. 25세때 1687년(숙종 13) 사마시에 합격하고, 고향으로 돌아와 1689년(숙종 15)에 기사환국으로 정의현에 유배온 김진구(金鎭龜)에게 수학하였으며, 그의 아들 김춘택(金春澤)과 20여 년 동안 교유하였다.
이후 그가 44세가 되던 1706년(숙종 32)에 제주 순무어사 이해조가 내도하여 시취한 제주시재(濟州試才)에 정창원(鄭敞遠), 고만첨(高萬瞻) 등과 함께 입격하고, 이듬해인 1707년(숙종 33)에 한양에서 열린 별시문과 전시에 급제하였다. 이후 고위관직을 두루 거쳐 1710년(숙종 36)에 만경현령으로 도임하였고, 1711년(숙종 37) 재임중 49세의 나이로 돌아가셨다. 그의 동생 정신(廷臣) 공이 부음을 듣고, 시신을 호송하여 서귀포시 서홍동 도로목 선산(조부모 묘소 옆)에 안장하였다.
묘역 앞에 세워진 비석 1기는 오정빈과 부인 강씨를 함께 새겨놓아 1711년(숙종 37) 오정빈 사후, 1744년(영조 20)에 부인이 사망하고 합장한 직후 세운 것으로 추정된다. 비 석의 좌우면 및 후면의 각자는 마모가 많이 진행되어 판독이 어려우나, 오정빈의 사마시 급제, 만경현령 재임 및 고만첨이 비문을 쓴 사실 등을 금석문을 통해 확인할 수 있어 사료적 가치가 높다.

## 수량,규모,크기
| 구분        | 규 모                                                              |
| ----------- | ------------------------------------------------------------------ |
| 묘역        | 가로 23.5m×세로 30m                                                |
| (2기)       | (좌) 오정빈 묘 (우) 오정빈의 처 강씨묘                             |
| 비석(1기)   | 높이110cm×너비35cm×두께12cm *비석좌대: 높이25cm×너비113cm×두께73cm |
| 동자석(2기) | (좌) 높이84cm×너비35cm×두께30cm (우) 높이77cm×너비43cm×두께25cm    |
| 망주석(2기) | (좌) 높이180cm (우) 높이171cm                                      |
| 문인석(2기) | (좌) 높이130cm×너비43cm×두께33cm (우) 높이121cm×너비42cm×두께33cm  |